# Universiteit van Nederland
De Universiteit van Nederland is een Nederlandse stichting die colleges en podcasts opneemt van Nederlandse hoogleraren en beschikbaar stelt op internet. De stichting wordt mogelijk gemaakt door veertien Nederlandse universiteiten.

## Geschiedenis
Op 8 oktober 2013 verrichtte minister van Onderwijs Jet Bussemaker de opening van de Universiteit van Nederland. De website werd opgericht door Alexander Klöpping en Marten Blankesteijn, de zoon van Herbert Blankesteijn. In 2017 werd de Universiteit van Vlaanderen opgericht in samenwerking met VRT en Knack.
In 2018 kwamen er ook podcasts bij, die geproduceerd worden door Dag en Nacht Media. In 2021 won de stichting daarmee de Dutch Podcast Award in de categorie "Tech & Wetenschap".
In 2022 kreeg de Universiteit van Nederland de Irispenning voor excellente wetenschapscommunicatie.

## Formule
De website toont iedere werkdag een nieuw college van een kwartier. Vier avonden per maand worden colleges opgenomen in Club AIR in Amsterdam. Per hoogleraar worden achterelkaar op een avond vijf colleges opgenomen met publiek dat zich daarvoor aangemeld heeft. In ieder college staat een aansprekende maatschappelijke vraag centraal. Er zijn colleges van onder anderen Barbara Baarsma, Damiaan Denys, Beatrice de Graaf, Bas Haring, Edgar du Perron, Esther-Mirjam Sent en Erik Scherder. De Volkskrant is partner van de website. Vanaf 7 mei 2014 werden tien colleges uitgezonden op Nederland 2 door de NTR.